# 21148 Біллремзі
21148 Біллремзі (21148 Billramsey) — астероїд головного поясу, відкритий 16 квітня 1993 року.
Тіссеранів параметр щодо Юпітера — 3,312.